# Kaspiske Hav
Det Kaspiske Hav (russisk: Каспийское море, tr. Kaspijskoje more; azeri: Xəzər dənizi, kasakhisk: Каспий теңізі, persisk: دریای خزر, tr. Daryā-i Xazar, eller دریای مازندران tr. Daryā-i Māzandarān, turkmensk: Hazar deňizi, georgisk: კასპიის ზღვა) er en endorheisk sø, der ligger på grænsen mellem Asien og Europa mellem landene Iran, Aserbajdsjan, Rusland, Kasakhstan og Turkmenistan. De største byer ved det Kaspiske Hav er den russiske havneby Astrakhan og den aserbajdsjanske hovedstad Baku.
Det Kaspiske Hav er verdens største endorheiske sø. Søen bliver kaldt for et hav, idet romerne, da de opdagede den og konstaterede at vandet var salt, navngav den "Mare Caspium". Mange geografer opfatter dog i dag det Kaspiske Hav som en sø, da den er helt omgivet af land. Søens volumen er 78.300 km3 Søens gennemsnitlige saltindhold, salinitet, er 1,3%. Saltet er ikke ligeligt fordelt i søen. Mod nord er vandet mere fersk, mens den sydlige del har et højere saltniveau og i den afskårne, lavvandede bugt Kara-Bogaz-Gol på østbredden er saliniteten hele 32%. Til sammenligning har almindeligt havvand en salinitetsværdi på 3,5%.
Det Kaspiske Havs undergrund er meget rigt på olie og naturgas. I søen er der endvidere et omfattende fiskeri, og den mest kendte fisk er støren. Rognen fra denne bruges til produktion af russisk kaviar.
De vigtigste floder, der løber ind i søen, er Volga, Ural, Terek og Kura. Disse og en stor del af kystområderne ligger ca. 28 meter under havoverfladen. Søens størrelse er i de senere år mindsket på grund af damme og kunstvanding, som bremser vandtilførslen. Søen har ikke noget udløb.
Det Kaspiske Hav er delt op i en lavvandet nordlig del og en dybere sydlig del. De to halvdele adskilles af en lavvandet passage, som forbinder halvøerne Apsjeron (i Aserbajdsjan) og Tjeleken (i Turkmenistan) på hver sin side af søen. Til søen regnes også den meget lavvandede bugt Kara-Bogaz-Gol lige nord for Tjeleken-halvøen; men denne bugt er ved at forvandles til en salt sumpmark og er næsten afskåret fra det Kaspiske Hav af en landtange. I havets sydøstlige hjørne, i Iran nær grænsen til Turkmenistan, finder man Gorganbugten, der er vigtigt yngle- og overvintringsområde for mange vandfugle.